# Usson-en-Forez
Usson-en-Forez este o comună în departamentul Loire din sud-estul Franței. În 2009 avea o populație de 1.454 de locuitori.

## Evoluția populației
| An        | 1975  | 1982  | 1990  | 1999  | 2006  | 2009  |
| --------- | ----- | ----- | ----- | ----- | ----- | ----- |
| Populație | 1.456 | 1.342 | 1.265 | 1.232 | 1.410 | 1.454 |

## Personalități născute aici
- Jean-Claude Faveyrial (1817 - 1893), preot misionar.